# Seminari de Reus
El Seminari era la denominació popular que va agafar la Casa-Missió de Sant Vicenç de Paül que es fa establir a Reus el 1758. Hi feien cap seminaristes a fer exercicis i pràctiques, i d'aquí li va venir el nom.
L'any 1745, l'arquebisbe de Tarragona Pere de Copons i de Copons va demanar a l'ajuntament de Reus, on hi havia d'alcalde el conservador Josep Pedret, que l'autoritzés a fundar una casa-missió i seminari sota l'advocació de la regla de Sant Vicenç de Paül. Va demanar uns terrenys per urbanitzar més amunt de les basses del Pedró, situades al final del que avui és el carrer de Llovera, i demanant que se'ls subministrés gratuïtament una ploma d'aigua. L'ajuntament va accedir a tot, i es va firmar una concòrdia, en la qual els Paüls s'obligaven en compensació a comprar la carn al preu corrent a la carnisseria del comú. El 1746 es va firmar l'acta fundacional, i els Paüls van rebre un jornal i mig de terreny per a la construcció de l'edifici. Fins al 1757 no va arribar l'aprovació per reial decret de l'establiment dels paüls a Reus, i a primers de l'any 1758 van arribar els primers paüls a construir l'edifici, i van instal·lar una església interina mentre es feia la principal, que mai no s'acabà d'edificar del tot. Rebien a la casa-missió seminaristes de diferents ordes, sobretot del Seminari de Tarragona, per a realitzar pràctiques, i la gent la coneixia amb el nom de Seminari.
L'any 1803 es va urbanitzar la zona, a iniciativa de l'alcalde Manuel de Grau, obrint un passeig davant de l'edifici, que es va conèixer com a Passeig del Seminari (avui Passeig de Mata). Hi feia cap, des de les basses del Pedró, el carrer Ample, conegut des del 1760 com a carrer dels Seminaris (sempre en plural).
El Seminari va quedar abandonat pels paüls el 1811, quan l'entrada dels francesos a Reus i l'ocupació de Tarragona. Davant la gran quantitat de ferits, tant espanyols com francesos, es van habilitar a la ciutat els convents de sant Francesc, de Sant Joan, l'església de Sant Pere i uns magatzems a la plaça de Sant Narcís, però com que l'espai era insuficient, es va convertir el Seminari en hospital de sang. Tornats els paüls, el 1815, en plena Restauració absolutista, van predicar les missions apostòliques a la plaça del Mercadal de Reus. El 1820, amb l'adveniment del Trienni liberal van abandonar altra vegada el convent. El 1821 hi va haver una epidèmia de febre groga i l'ajuntament, presidit per Josep Gayà, va destinar el Seminari com a punt d'observació dels malalts. El 1824, a l'inici de la Dècada ominosa, van tornar els paüls al Seminari, continuant les seves tasques de predicació, fins al 1834, quan l'alcalde Josep Maria Montemayor va confiscar l'edifici quan els paüls van marxar pel canvi de signe polític del govern amb la regència de Maria Cristina i amb Francisco Martínez de la Rosa com a President del Consell de Ministres. L'ajuntament va arrendar els horts del convent i el 1835, l'edifici, abandonat, es va incendiar parcialment, sembla que per un robatori d'eines i de mobles més que per la crema de convents que va patir Reus aquell any. Quan es va construir, el rei Carles III n'havia cedit la propietat al municipi, i el 1836 l'ajuntament, davant de l'abandó, es va possessionar de les restes que en quedaven, va reconstruir l'edifici i el va destinar a Casa de Caritat, per a acollir indigents i orfes. Per la primera guerra carlina es va fortificar, ja que estava situada en un punt que podia controlar l'accés a Reus des de Castellvell. Va fer les funcions de Casa de la Caritat fins a la guerra civil quan hi van caure diverses bombes d'aviació, destruint-lo completament. A la postguerra, s'hi va aixecar la caserna de la Guàrdia civil.